# Vuelta al Táchira 2004
La 39ª edición de la Vuelta al Táchira se disputó desde el 10 hasta el 23 de enero de 2004.
Perteneció al calendario de la Federación Venezolana de Ciclismo. El recorrido contó con 14 etapas y 1826 km, transitando por los estados Zulia, Mérida y Táchira.
El ganador fue el venezolano José Rujano del equipo Colombia-Selle Italia, quien fue escoltado en el podio por Freddy González y Carlos Maya.
Las clasificaciones secundarias fueron; Freddy González ganó la clasificación por puntos, José Rujano la montaña, el sprints para Miguel Chacón, el sub-23 para José Rujano y la clasificación por equipos la ganó el equipo Lotería del Táchira

## Equipos participantes
Participaron 15 equipos conformados por entre 6 y 8 corredores, de los cuales diez fueron venezolanos y cinco extranjeros con equipos de Colombia, Guatemala, Cuba. Iniciaron la carrera 117 ciclistas de los que finalizaron 68.
| - Lotería del Táchira - Kino Táchira - Gobernación del Zulia - Alcaldía de Cabimas - Gobernación del Zulia - Alcaldía de Cabimas B - Alcaldía de Los Guayos - Triple Gordo - Gobernación de Lara - Triple Gordo - Gobernación de Lara B - Café Flor de Patria - Gobernación de Trujillo - Farara Tours - Gobernación de Amazonas - Alcaldía de Valera | - Bono de Ciclismo - Colombia-Selle Italia - Selección Nacional de Colombia - Selección Nacional de Cuba - Bancomiel - Emis Unidas |

## Etapas
| Etapa | Fecha       | Recorrido                               | Km    | Ganador         | Lider           |
| 1.ª   | 10 de enero | Circuito en Maracaibo                   | 136,5 | Marlon Pérez    | Marlon Pérez    |
| 2.ª   | 11 de enero | Maracaibo - Mene Grande                 | 139,5 | Miguel Ubeto    | Marlon Pérez    |
| 3.ª   | 12 de enero | Cabimas - Valera                        | 178,1 | Marlon Pérez    | Marlon Pérez    |
| 4.ª   | 13 de enero | El Dividive - Santa Cruz de Mora        | 198,1 | Honorio Machado | Honorio Machado |
| 5.ª   | 14 de enero | El Vigía - Circuito en Mérida           | 121,2 | José Rujano     | José Rujano     |
| 6.ª   | 15 de enero | Tovar - La Grita                        | 137,3 | Manuel Medina   | José Rujano     |
| 7.ª   | 16 de enero | Seboruco - Michelena                    | 139,9 | Raúl Gómez      | José Rujano     |
| 8.ª   | 17 de enero | Táriba - Cerro El Cristo                | 129,4 | Freddy González | José Rujano     |
| 9.ª   | 18 de enero | Circuito en San Cristóbal               | 115,2 | José Chacón     | José Rujano     |
| 10.ª  | 19 de enero | San Cristóbal - Pregonero               | 134,3 | César Salazar   | José Rujano     |
| 11.ª  | 20 de enero | La Fundación - San Rafael del Piñal     | 163,7 | César Salazar   | José Rujano     |
| 12.ª  | 21 de enero | Palmira - Rubio                         | 112,4 | Freddy González | José Rujano     |
| 13.ª  | 22 de enero | CRI de San Cristóbal al Chorro El Indio | 22    | José Rujano     | José Rujano     |
| 14.ª  | 23 de enero | Peribeca - San Cristóbal                | 103,6 | Marlon Pérez    | José Rujano     |

## Clasificaciones

### Clasificación general
| Posición | Ciclista        | Equipo                                      | Tiempo     |
|          | José Rujano     | Colombia-Selle Italia                       | 45:06:35   |
| 2.º      | Freddy González | Colombia-Selle Italia                       | + 00:04:27 |
| 3.º      | Carlos Maya     | Lotería del Táchira                         | + 00:05:12 |
| 4.º      | José Chacón     | Lotería del Táchira                         | + 00:07:06 |
| 5.º      | Noel Vásquez    | Lotería del Táchira                         | + 00:07:19 |
| 6.º      | Yeisson Delgado | Lotería del Táchira                         | + 00:09:12 |
| 7.º      | Julio Rangel    | Gobernación del Zulia - Alcaldía de Cabimas | + 00:09:13 |
| 8.º      | Isaac Ramírez   | Triple Gordo - Gobernación de Lara          | + 00:09:58 |
| 9.º      | César Salazar   | Lotería del Táchira                         | + 00:10:31 |
| 10.º     | Raúl Saavedra   | Gobernación del Zulia - Alcaldía de Cabimas | + 00:12:07 |

### Clasificación por puntos
| Posición | Ciclista        | Equipo                | Puntos |
|          | Freddy González | Colombia-Selle Italia | 219    |
| 2°       | Carlos Maya     | Lotería del Táchira   | 185    |
| 3°       | Marlon Pérez    | Colombia-Selle Italia | 162    |

### Clasificación de la montaña
| Posición | Ciclista        | Equipo                | Puntos |
|          | José Rujano     | Colombia-Selle Italia | 53     |
| 2°       | Freddy González | Colombia-Selle Italia | 42     |
| 3°       | César Salazar   | Lotería del Táchira   | 31     |

### Clasificación de los sprints
| Posición | Ciclista      | Equipo                 | Puntos |
|          | Miguel Chacón | Alcaldía de Los Guayos | 29     |
| 2°       | Jhon Nava     | Kino Táchira           | 27     |
| 3°       | Carlos Maya   | Lotería del Táchira    | 26     |

### Clasificación sub-23
| Posición | Ciclista    | Equipo                                 | Tiempo     |
|          | José Rujano | Colombia-Selle Italia                  | 45:06:35   |
| 2°       | Paul Torres | Kino Táchira                           | + 00:40:14 |
| 3°       | Juan Ruiz   | Farara Tours - Gobernación de Amazonas | + 00:51:20 |

### Clasificación por equipos
| Posición | Equipo                                      | Tiempo     |
|          | Lotería del Táchira                         | 135:33:13  |
| 2°       | Colombia-Selle Italia                       | + 00:09:23 |
| 3°       | Gobernación del Zulia - Alcaldía de Cabimas | + 00:28:09 |